# Сирача (город)
Сирача (тайск. ศรีราชา) — город на юго-востоке Таиланда, в провинции Чонбури.
Расположен на восточном побережье Сиамского залива, в 120 км к юго-востоку от Бангкока. Центр одноимённого района (ампхе). Входит в десятку крупнейших городов Таиланда по количеству населения.
Известен как место рождения одноимённого соуса.